# Cramm
 (avril 2023).
La méthode Cramm est une méthode d'analyse et de maîtrise des risques concernant le système d'information d'une entreprise créée en 1986 par Siemens en Angleterre. Cette méthode est entièrement conforme aux normes BS7799-2  "Information security management systems. Guidelines for information security risk management" et ISO/CEI 27001. 
Créée en 1987, la méthode a été reprise par la société Insight Consulting Solutions, spécialisée dans les solutions informatiques relatives au développement de processus pour devenir une boite à outils en sécurité de l'information. Elle comprend des outils d'aide pour soutenir des responsables de la sécurité de l'information pour créer rapidement, entre autres, les politiques de sécurité de l'information adéquates.
En dehors de la méthode Cramm, il existe d'autres méthodes d'analyse de risque qui ont chacune leurs propres avantages et inconvénients :
- la  Méthode EBIOS
- la  Méthode Méhari
- ISO 13335-3
- Octave
- etc.